# Hohenhausen (Adelsgeschlecht)

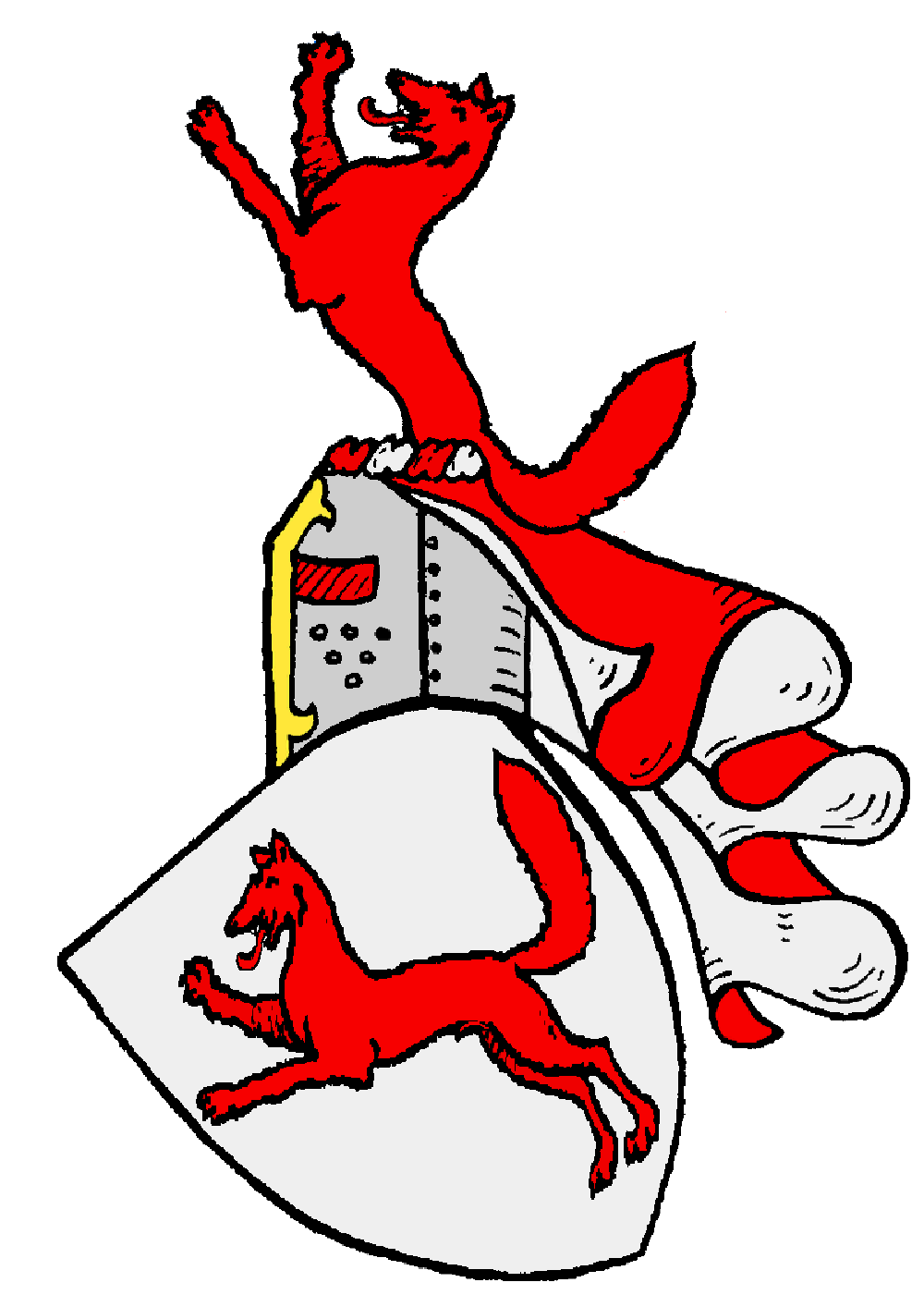
Stammwappen derer von Hohenhausen

Die Hohenhausen (auch: Hohenhausen und Hochhaus) sind ein altadeliges und seit 1686 freiherrliches Geschlecht.

## Geschichte
Die erste Erwähnung fand das Geschlecht im Jahr 1333 mit Arnold von Hohenhausen als Ratsherr in Stettin. Ein Johannes von Hohenhausen erhielt von Kaiser Ludwig ein Reichslehen. Den verbannten Stettiner Bürgern, darunter Nicolaus Hohenhausen, wurden 1439 ein Jahr freies Geleit bewilligt, damit sie ihr Gewerbe bestellen können. Als Kolberger Ratsgeschlecht gehörten die „Hoghenhusen“ zu den Sülzverwandten (Salzjunkern). Die Stammreihe beginnt mit Hans (Heinrich) Hoghenhusen, urkundlich 1444, † 1472 (?). Hans Hohenhausen (Hoghenhusen) (* um 1466, † 1515) war 1491, 1506 Ratsherr, 1515 Bürgermeister von Kolberg. 1599 waren Hermann von Hohenhausen Bürgermeister und Jürgen von Hohenhausen Kämmerer zu Kolberg. Hermann von Hohenhausen hatte von seiner ersten Gemahlin Lucia von der Lancken vier Kinder, darunter Peter von Hohenhausen (1575–1632), Bürgermeister zu Kolberg. Dessen Witwe Margarethe, geb. von Simmern, starb 1665, sein älterer Bruder Hans (1574–1597) war in polnischen Diensten, der jüngere Bruder Hermann soll in Indien gestorben sein.  Von Pommern wandten sich einige Linien nach Bayern und Kurhessen. Die Nachkommen des Kolberger Bürgermeisters Peter von Hohenhausen († 1632) wandten sich nach Schweden. Dessen Enkel Peter Reinhard (Richard)erhielt am 14. März 1673 die Landmannschaft für Mähren und wurde mit seinem Bruder Franz Heinrich am 22. November 1686 in den Reichsfreiherrenstand erhoben. Peter Reinhard erhielt am 15. Januar 1688 auch die Bestätigung für den böhmischen alten Herrenstand. Von Peter Richard von Hohenhausen ist seine graphisch mit Wappen ausgestaltete Ahnenprobe in Form eines Stammbaums von um 1690 erhalten. Die Eltern des Peter Richard waren Joachim von Hohenhausen und Bullenwinkel im Herzogtum Pommern sowie Marthe von Manteuffel.

## Bekannte Vertreter
Vertreter der Bayerischen Linie: (am 3. September 1814 Aufnahme in den bayerischen Freiherrenstand)
- Johann Nepomuk Peregrin (1747–1832)
- Freiherr Sylvester Joseph (1735–1814), bayrischer Generalmajor und Schriftsteller
- Leopold (1779–1848), Regierungsrat und Schriftsteller ⚭ Elise von Hohenhausen (1789–1857), Tochter des Generalmajors Adam Ludwig von Ochs
  - Elise von Hohenhausen (1812–1899)
- Leonhard (* 28. Juni 1788; † 25. März 1872), bayrischer Generalleutnant, Staatsrat und Kriegsminister

Vertreter der Preußisch(-Hessischen) Linie:
- Sylvius (1743–1822), preußischer Kriegs- und Domänenrat auf Gut Lobedienst (Niederschlesien)

Vertreter der Schwedischen Linie: (1786 in die Adelsklasse der schwedische Ritterschaft aufgenommen, 1902 im Mannesstamm erloschen)
- Karl Ludwig (1787–1866), schwedischer Generalmajor, Chef des Kriegsdepartements[12]
- Michael Silvius (1790–1849), schwedischer Offizier, Generaladjutant und Beamter[12]

## Wappen

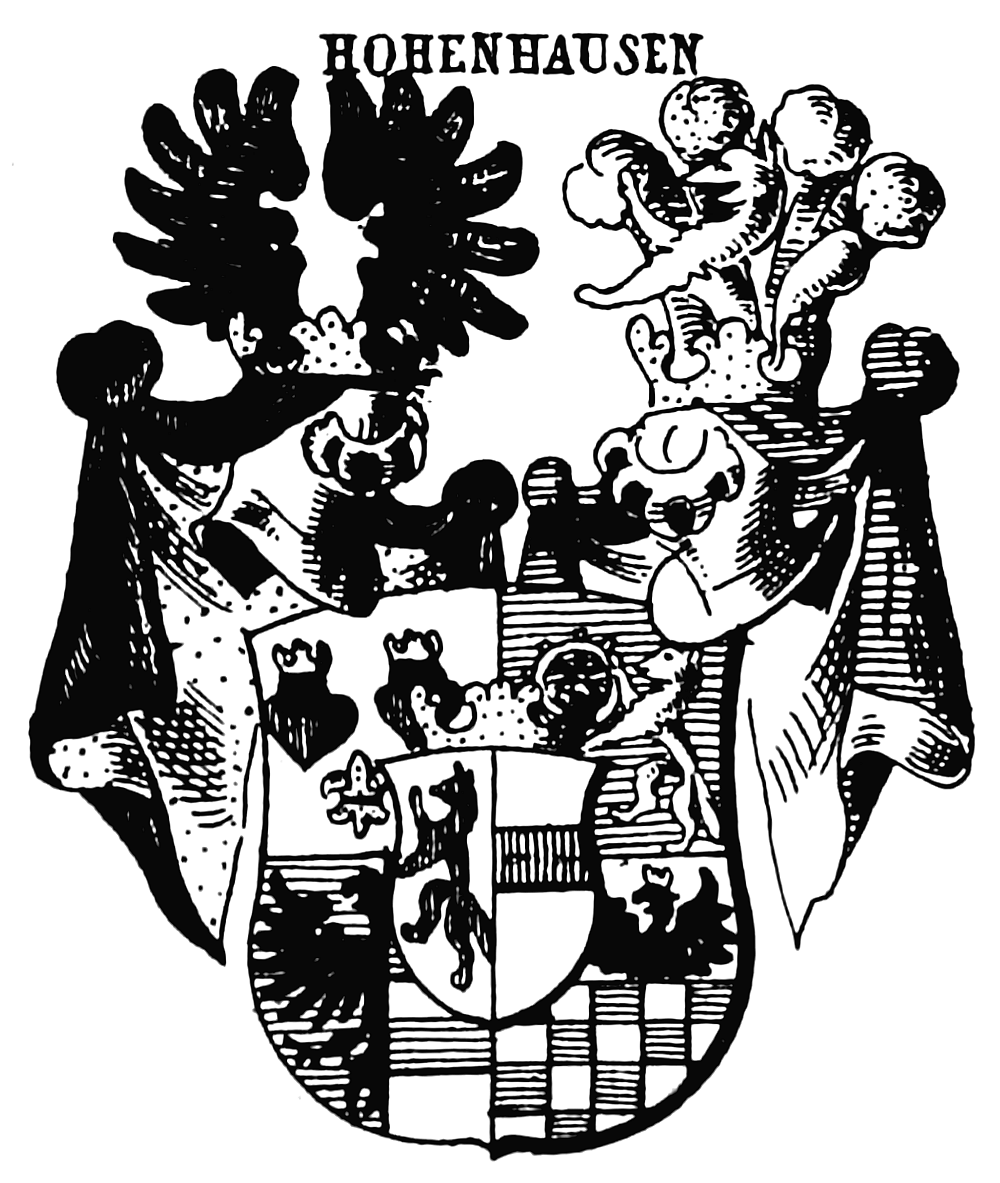
Wappen derer von Hohenhausen
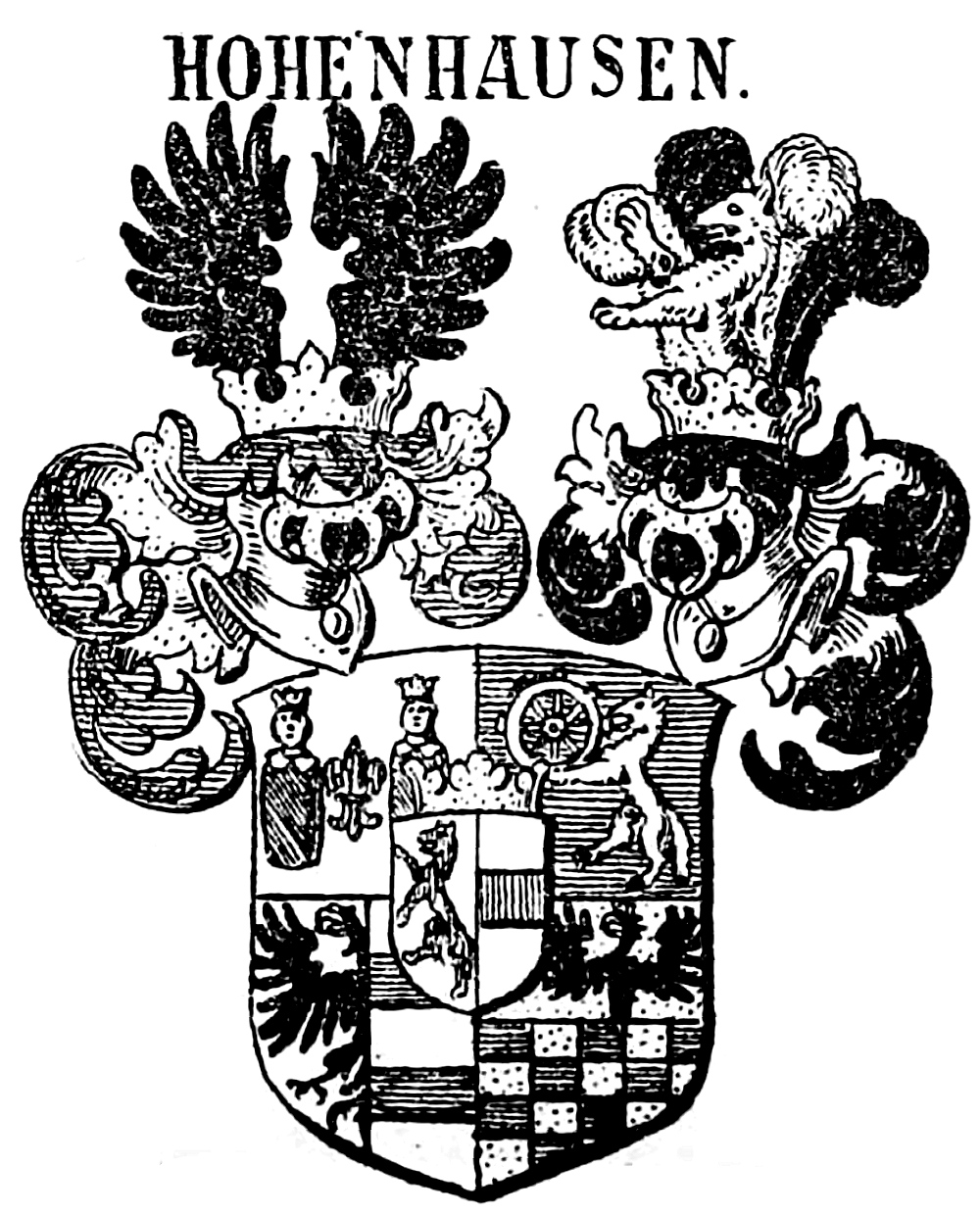
Wappen derer von Hohenhausen
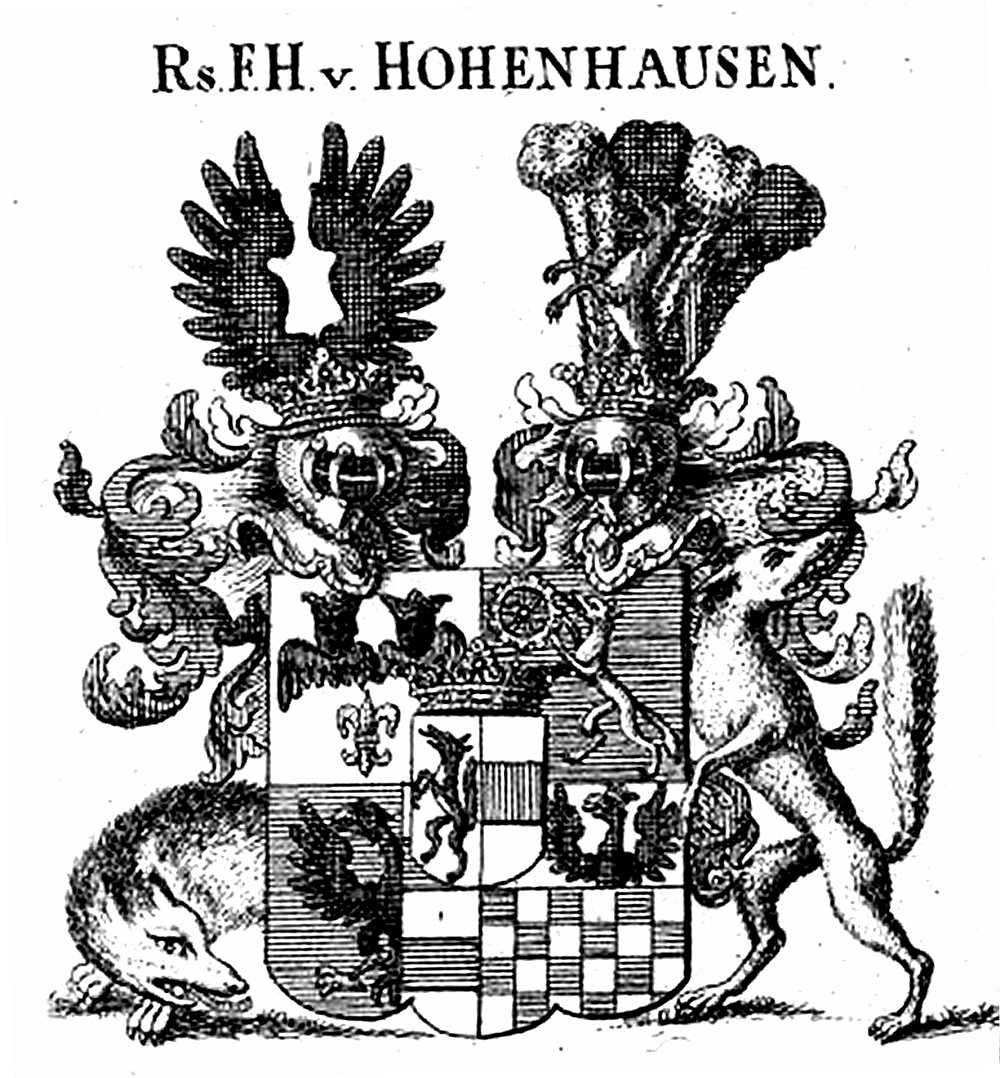
Wappen mit Schildhaltern, zwei roten Füchsen

Das Stammwappen, dokumentiert im Österreichischen Staatsarchiv bei Erhebung in den Freiherrenstand 1686 bzw. Bestätigung 1688, bzw. der Adelsprobe um 1690, zeigt im silbernen Schild einen aufgerichteten roten Fuchs mit aufgerichteter Lunte. Auf dem rot-silbern bewulsteten Helm mit rot-silbernen Decken der Fuchs wachsend.
Das freiherrliche Wappen ist quadriert mit gespaltenem Herzschild, in dem sich vorne (Stammwappen Hohenhausen) in Silber ein aufgerichteter natürlicher Fuchs und hinten (von Manteuffel) in Silber ein roter Balken. Die vier Felder:
1. in Silber zwei vorwärts gekehrte gekrönte wachsende grün gekleidete Mannrümpfe, dazwischen eine rote Lilie (von Plotho),
2. in Blau ein rechts aufgerichteter natürlicher Wolf mit sechsspeichigen, zwölfschaufligen, goldenen Mühlrad in den Vordertatzen (von Flemming),
3. gespalten, vorn in Blau aus Spaltungslinie ein wachsender schwarzer Adler, hinten in Silber zwei blaue Balken († von der Lancken),
4. geteilt, oben ein wachsender gekrönter schwarzer Adler, unten in vier zu sechs Plätzen von Blau und Gold geschacht († von Putbus). Zwei gekrönte Helme, rechts ein offener schwarzer Flug (von Manteuffel) links ein wachsender natürlicher Fuchs (Stammwappenhelmzier) vor vier (golden-schwarz golden-schwarzen) Straußenfedern (von Simmern).

Die Decken sind blau-silbern und schwarz-golden.